# 437 km (Karelia)
437 km (ros. 437 км, krl. 437 km) – przystanek kolejowy w lasach, w rejonie kondopożskim, w Karelii, w Rosji. Położony jest na linii Wołchow - Murmańsk, przy drodzie lokalnej, w znacznym oddaleniu od skupisk ludzkich.